# Doug Chiang
Doug Chiang (江 道 格T; Taipei, 16 febbraio 1962) è un effettista e scenografo taiwanese naturalizzato statunitense, vicepresidente e direttore creativo della Lucasfilm di George Lucas.
Nella sua carriera si è aggiudicato un Oscar ai migliori effetti speciali per La morte ti fa bella, due BAFTA e un Clio Award, per il suo lavoro in una pubblicità della Malaysian Airlines.